# Gerek Meinhardt
Gerek Lin Meinhardt (* 27. července 1990 San Francisco, Spojené státy americké) je americký sportovní šermíř z matčiny strany čínského původu, který se specializuje na šerm fleretem.
Spojené státy reprezentuje mezi muži od roku 2007. Na olympijských hrách startoval v roce 2008 v soutěži jednotlivců, v roce 2012 v soutěži družstev a v roce 2016 v soutěži jednotlivců a družstev. V soutěži jednotlivců se na olympijských hrách 2016 probojoval do čtvrtfinále. V roce 2010 a 2015 obsadil třetí místo na mistrovství světa v soutěži jednotlivců. S americkým družstvem fleretistů vybojoval na olympijských hrách 2016 bronzovou olympijskou medaili. V roce 2013 obsadil s družstvem fleretistů na mistrovství světa druhé místo.